# Eucalyptus
Eucalyptus — програмна платформа для розгортання приватних хмарних обчислень на комп'ютерних кластерах, що дозволяє створити сумісну з Amazon EC2 (API EC2, S3, EBS) локальну хмарну інфраструктуру для прозорого виконання образів віртуальних машин на базі власного набору серверів, що базуються на технологіях Xen або KVM. Eucalyptus підтримує забезпечення високої доступності, управління ідентифікацією, і модульну структуру.
На відміну від сервісів Amazon AWS, Eucalyptus дозволяє залишити у своїх руках контроль не тільки за віртуальними машинами, а й за інфраструктурою для їхнього виконання, розгорнувши її на власних серверах і убезпечивши себе від залежності від зовнішнього сервісу. Також підтримується створення гібридних хмарних систем, в яких одночасно використовуються як локальні ресурси, так і зовнішні сервіси. Повна сумісність з Amazon AWS, підтримувана в партнерстві з Amazon, спрощує міграцію на Eucalyptus вже існуючих конфігурацій, що працюють на базі хмарних сервісів Amazon.
На відміну від таких систем, як CloudStack і OpenStack, платформа Eucalyptus націлена тільки на організацію роботи приватних та гібридних хмар. Створення публічних хмар, на базі яких організовується доступний для сторонніх користувачів публічний сервіс, виходить за рамки Eucalyptus. Як механізми віртуалізації підтримуються гіпервізорами KVM, Xen та VMware vSphere/ESX/ESXi. Код системи поширюється під ліцензією GPLv3 і написаний з використанням мов Сі і Java.
Eucalyptus був однією з перших хмарних платформ, але популярність його істотно знизилася — наприклад, серверна редакція Ubuntu перейшла на платформу OpenStack.  Основною причиною втрати інтересу розробників до Eucalyptus був перехід проекту на модель Open Core, при якій відкритою залишається тільки базова частина, а розширені функції поширюються лише в платній версії. Але така модель визнана компанією Eucalyptus неефективною, і проект від версії 3.1 знов повернувся до повного відкриття всіх напрацювань, без поділу на платну і спільнотову версії. Повний набір сирцевих текстів Eucalyptus, які поставляються під ліцензією GPLv3, можна завантажити з GitHub.  Розробка з використанням GitHub спростить участь в проекті сторонніх ентузіастів.

## Виноски
1. ↑  http://open.eucalyptus.com/wiki/News [Архівовано 2011-04-27 у Wayback Machine.] News - Eucalyptus
2. ↑  Release 4.4.2 — 2017.
3. ↑  Prickett Timothy M. (May 10, 2011). "Ubuntu eats OpenStack for clouds - Eucalyptus leaves." [Архівовано 28 лютого 2019 у Wayback Machine.] The Register [Архівовано 29 травня 2020 у Wayback Machine.]. Accessed November 2011.